# Fan Changmao
Fan Changmao, (8 april 1963, China) is een voormalig Chinees professioneel tafeltennisser. Fan is zijn achternaam.

## Belangrijkste resultaten
- WK
  -  Goud met het Chinese team in 1983 in Tokio.
  -  Brons op de gemengd dubbel in 1985 in Göteborg met Jiao Zhimin.
  -  Brons op de mannendubbel in 1985 in Göteborg met He Zhiwen.